# Ефект Оже

Схематична діаграма Оже-процесу

Ефект Оже — явище втрати атомом ще одного електрона при вибиванні електрона із внутрішньої оболонки. Оже-випромінювання є процесом, у якому беруть участь три електрони, два з яких покидають його.
Атом може втратити електрон на одній із внутрішніх електронних оболонок при поглинанні рентгенівських променів, або в результаті зіткнення з іншим електроном. Незаповнений стан внутрішньої оболонки атома незабаром заповнюється електроном, який переходить із однієї із зовнішніх оболонок (релаксація). При такому переході вивільняється енергія. Здебільшого вивільнена енергія забирається фотоном (енергія цього фотону є меншою, ніж енергія початкового випромінювання — це явище називається флюоресценція), проте існує також можливість, що частина цієї енергії передається одному із електронів зовнішніх оболонок. Цієї енергії достатньо для того, щоб електрон, який її отримав вилетів із атома. Такий процес називається оже-процесом, а другий електрон, який покидає атом, називається оже-електроном.
Іноді перший електрон не покидає атом, а лише переходить на високоенергетичну орбіталь. Подальший процес при цьому проходить так само, тому зазвичай цей випадок також відносять до оже-процесу, хоча іноді розглядають як окреме явище автоіонізації.
Подібним до ефекту Оже явищем є внутрішня конверсія, при якій ядро атома переходить зі збудженого в основний стан, але не випромінює фотон, а передає свою енергію електрону, що може покинути атом.

## Спектр оже-електронів
Енергія оже-електрона може бути виражена як {\displaystyle E=E_{1}-E_{2}-E_{3}},
де E1 — енергія іонізованого атому після вибивання електрону з його внутрішньої оболонки, E2 — енергія іонізованого атому після переходу електрону з його зовнішньої оболонки на внутрішню, E3 — енергія вильоту електрону з іонізованого атому. Саме третій електрон і є оже-електроном.
Можна бачити, що у формулі ніяк не враховується енергія налітаючого фотону — спектр оже-електронів залежить лише від енергетичних рівнів атома (хоча енергія фотона накладає обмеження на енергію E1 — більш енергетичні фотони можуть вибивати електрони з більш глибоких орбіталей). Для різних атомів і різних орбіталей ця енергія може змінюватись від 50 до 3000 електронвольт. Внаслідок скінченного часу життя збудженого стану (близько 10−15 секунди) і принципу невизначеності, лінії спектру оже-електронів мають ширину 1-10 еВ.
Енергія зв'язку електронів може бути значно більшою у оболонках важких ядер, тому такі елементи можуть породжувати більш високоенергетичні оже-електрони, проте сама ймовірність оже-процесу є вищою для легких ядер. Вона майже дорівнює одиниці для ядер з Z<15, а для ядер з Z>35, ймовірність випромінення фотону починає переважати.

### Нотація
Лінії спектру оже-електронів позначають за позиціями трьох електронів, що їх породжують. Позиції позначають звичайною спектроскопічною нотацією: K, L1, L2, …, M1, M2, …, N1, N2, …
Наприклад, позначення KL1L2 означає, що перший електрон був вибитий з орбіталі 1s(K), на вакансію, що утворилася після цього впав електрон з орбіталі 2s (L1), передавши енергію електрону з орбіталі 2p½ (L2), який покинув атом.

### Переходи Костера-Кроніга
Переходом Костера-Кроніга називають особливий випадок, при якому електрон, що заповнює вільну вакансію належить до тієї ж електронної оболонки, що і сама вакансія.

### Подвійний Оже-процес
Можлива ситуація, при якій енергія буде передана не одному, а кільком електронам. У такому випадку атом стає тричі (або більше) іонізованим. У 2003 році такий процес був спостережений.

## Використання
Енергетичний спектр оже-електронів характеристичний для атомів хімічних елементів. Тому ефект Оже лежить в основі одного з методів мікроаналізу — методу оже-спектроскопії.
Середня довжина вільного пробігу оже-електронів є дуже малою, і вони швидко передають свою енергію навколишній речовині. На цьому принципі побудована Оже-терапія — методика лікування пухлин за допомогою радіонуклідів, що породжують велику кількість оже-електронів. З іншого боку, такі електрони можуть пошкоджувати ДНК здорових клітин, і мають бути враховані для правильного розрахунку поглиненої дози випромінення.

## Історія відкриття
У 1887 році Герц відкрив явище фотоефекту — вибивання електронів з речовини під дією рентгенівського випромінювання. Пропустивши вибиті електрони через магнітне поле (при цьому вони відхиляться на кут, що залежить від їх енергії), і напрямляючи їх після його на фотопластинку, можна визначити енергетичний спектр вибитих бета-частинок. До 1920-х років таким чином були досліджені фотоелектричні спектри багатьох речовин.
У 1912 році Чарльз Вільсон винайшов детектор (зараз відомий як камера Вільсона), що дозволяв безпосередньо спостерігати треки окремих частинок.
У 1922 році П'єр Оже, разом зі своїм товаришем Франсісом Перреном будує в Парижі першу у Франції камеру Вільсона, і починає спостерігати за треками фотоелектронів. У 1923 році Оже помітив, що біля точки, звідки вилітає електрон, іноді утворюється хмарка краплинок, і припустив, що вони створюються ще одним електроном значно меншої енергії, що вилітає одночасно з першим. Він назвав такі електрони «вторинними». Подальші дослідження підтвердили цю гіпотезу, а крім того показали, що енергія вторинних електронів не залежить лише від складу речовини, з якої вони вибиваються, і не залежать від енергії падаючого випромінювання. У 1925 році Оже опублікував статтю, де давав пояснення знайденому їм ефекту — повне поглинання енергії, що випромінюється при переході електрона на нижчу орбіталь, після вибивання з тої електрона рентгенівським випромінюванням, третьому електрону, що, отримавши її, відривається від атома.
Існують суперечки щодо правильності іменування ефекту лише на честь Оже, оскільки ще у 1923 році Ліза Майтнер опублікувала статтю, що описувала той самий механізм для пояснення зовсім іншого явища — піків у спектрі бета-випромінювання, що утворювалося при розпаді ядер урану. Втім, деякі дослідники вважають, що вклад Оже у пояснення цього ефекту є значно більшим, тому назва є справедливою.